# Ksar El Majaz
Ksar El Majaz  (in arabo القصر المجاز‎?, in berbero ⵇⵚⵕ ⵎⴰⵊⴰⵣ) è un centro abitato e comune rurale del Marocco situato nella provincia di Fahs Anjra, regione di Tangeri-Tetouan-Al Hoceima. Conta una popolazione di 10 237 abitanti (censimento 2014).